# Milt Bocek
Milt Bocek est un joueur américain de baseball, né le 16 juillet 1912 à Chicago et décédé le 29 avril 2007 à Brookfield, Illinois.